# Symmacra baptata
Symmacra baptata là một loài bướm đêm trong họ Geometridae.